# Konstantínos Yiorkádjis
Konstantínos Yiorkádjis ou Giorkádjis (grec moderne : Κωνσταντίνος Γιωρκάτζης), né le 20 février 1968 à Nicosie est un directeur et homme politique chypriote.
Il est maire de Nicosie, capitale de Chypre depuis le 1er janvier 2012.

## Biographie

### Enfance et études
Konstantínos Yiorkádjis naît le 20 février 1968 à Nicosie. 2 ans après sa naissance, le 15 mars 1970, son père, Polýkarpos Yiorkádjis a été assassiné par des membres de la junte. Après l'assassinat de son père, il grandit avec sa mère, Fotiní Papadopoúlou et son beau-père, Tássos Papadópoulos, 5e président de la république de Chypre.
Il a ensuite étudié l'administration des affaires et l'économie à l'université de Boston.

### Carrière politique
En septembre 2011, il a déclaré sa candidature au poste de maire de Nicosie, soutenu par DISY et DIKO. Le 18 décembre 2011, il a été élu maire de Nicosie, avec 12 845 voix, ce qui représentait 57,11% des électeurs.